# 青森県立南部工業高等学校
青森県立南部工業高等学校（あおもりけんりつ なんぶこうぎょうこうとうがっこう、Aomori Prefectural Nanbu Technical High School）とは、青森県三戸郡南部町大字大向字佐野平に所在した公立の工業高等学校。

## 所在地
- 〒039-0103 青森県三戸郡南部町大字大向字佐野平25

## 沿革
- 1963年（昭和38年）4月 東洋大学附属南部高等学校が開設
- 1964年（昭和39年）3月 現管理棟校舎完成
- 1965年（昭和40年）11月 旧体育館完成
- 1977年（昭和52年）3月 東洋大附属南部高校が閉校
- 1980年（昭和55年）4月 南部高校の跡地に青森県立八戸工業高等学校南部分校が開校（建築科1学級）
- 1981年（昭和56年）5月 現建築棟校舎完成
- 1983年（昭和58年）4月 建築科1学級増設、定員80名となる。
- 1985年（昭和60年）4月 青森県立南部工業高等学校として独立
- 1985年（昭和60年）7月 校歌制定式
- 1986年（昭和61年）9月 現柔道場完成（当時は武道館、レスリング道場）
- 1988年（昭和63年）8月 部活動会館改修、レスリング道場完成（武道館が柔道場となる。）
- 1989年（平成元年）4月 設備システム科設置、学科転移により建築科定員40名となる。
- 1991年（平成3年）10月 現野球場完成
- 1992年（平成4年）3月 体育館東側ギャラリー現卓球場完成
- 1992年（平成4年）10月 陸上、サッカーグランド改修工事完了
- 1994年（平成6年）3月 家庭科棟及び木造倉庫完成
- 1995年（平成7年）9月 創立15周年・独立10周年式典（部活動会館増改築）
- 2002年（平成14年）1月 新体育館完成
- 2002年（平成14年）3月 設備システム科棟完成
- 2005年（平成17年）9月 独立20周年式典
- 2013年（平成25年）4月 生徒募集停止。
- 2015年（平成27年）3月31日 青森県立八戸工業高等学校へ統廃合により閉校。

## アクセス
- 青い森鉄道線三戸駅より徒歩11分